# Заячий ремиз
«За́ячий реми́з. Наблюдения, опыты и приключения Оноприя Перегуда из Перегудов» — повесть Николая Лескова, написанная в 1894 году; последнее крупное произведение писателя. Из-за сатиры на самодержавный строй она была опубликована лишь в 1917 году, уже после смерти автора.

## История создания и публикации
16 ноября 1894 года Лесков предложил её журналу «Русская мысль», напечатавшему рассказ «Зимний день», сатирически изобразившем жизнь дворянства. В письме В. А. Гольцеву Лесков доказывал, что «Заячий ремиз» в цензурном отношении безопаснее «Зимнего дня»:
«В повести есть „деликатная материя“, но всё, что щекотливо, очень тщательно маскировано и умышленно запутано. Колорит малороссийский и сумасшедший. В общем, это легче „Зимнего дня“, который не даёт отдыха и покоя».
Журнал придерживался либерального направления, и в в нём могли появляться смелые для тех времён произведения, однако при этом его редакторы должны были быть осторожнее, так как журнал выходил без предварительной цензуры, и редакторы вынуждены были самостоятельно проверять публикации, опасаясь закрытия за неосторожность. После отказа Лесков направил рукопись в «Вестник Европы»: «Писана эта штука манерою капризною, вроде повествования Гофмана или Стерна, с отступлениями и рикошетами. Сцена перенесена в Малороссию, для того что там особенно много было шутовства с „ловитвою потрясователей“, або тыіх, що троны шатають», и с малороссийским юмором дело идет как будто глаже и невиннее" , однако его редактор M. Стасюлевич ответил, что может за публикацию «подвергнуться участи „разгневанного налима“». Лесков ответил Стасюлевичу: «Есть поговорка: „пьян или не пьян, а если говорят, что пьян, то лучше спать ложись“. Так и я сделаю: „весёлую повесть“ я не почитаю за такую опасную, но положу её спать… я вам верю, что поводы опасаться есть, и, конечно, я нимало на вас не претендую и очень чувствую, как вы хотели „позолотить пилюлю“. Подождём. Возможно, что погода помягчеет». Впервые повесть была напечатана в сентябре 1917 года в журнале «Нива».

## Сюжет
Главный герой повести — Оноприй Опанасович Перегуд. Повесть начинается с того, что неназванный рассказчик описывает свой визит к Перегуду в психбольницу. Перегуд — человек кроткий и тихий пациент, с другими пациентами в хороших отношениях, для которых он постоянно вяжет чулки. На первый взгляд он кажется нормальным человеком. От его лица ведётся повествование.
При Екатерине II помещик Опанас основал Перегуды. Описывается, как он закрепостил некогда вольных казаков. Опанас использовал не только насилие, но и религию и авторитет церкви.
Архиерей, старый друг отца, взял Оноприя сначала в хор, а затем в послушники; при нём его опекает инспектор Вековечкин. Когда Оноприй собирается стать монахом, он признаётся архиерею, что хотел бы жениться. Оноприй влюбился в двоих одновременно; в дочь вице-губернатора и в молодую горничную. С первой Оноприй играет в смертные казни: она очень увлечена идеей Жуковского, согласно которой в истинно православном государстве казнь возвышает её зрителей к Богу, и потому она должна проводиться при Церкви.
Отец Оноприя умирает, и возникает необходимость обеспечивать старую мать, которая вскоре тоже умрёт. Как и обещал, архиерей рекомендует Оноприя вице-губернатору, и он становится становым в Перегудах, главным образом занимаясь конокрадами. В помощь Вековечкин изданную Синодом книгу «Чин во явление истины». Следуя инструкциям в ней и зачитывая нужные части вслух, Оноприй наводит на подозреваемых такой страх, что они во всём сознаются. В итоге конокрады в селе кончаются, и у Перегуда пропадает работа. Однако вскоре губернатор говорит о новой, действительно важной работе: теперь он должен искать политически неблагонадёжных: например, о случаях исполнения крестянами народных песен:
<Губернатор> меня спрашивает наедине про такую поэзию: знаю ли я песню: «Колысь було на Украинi добре було жiтi?» Я отвечаю:
—Прекрасно знаю, ваше превосходительство.
<…>
—А слова какие: «добре було жити, як не знали наши дiды москалям служити?» Так это?

—Точно так, — отвечаю с удивлением и докладываю, что таких пiсен у нас много ещё, а бывает и то, що ещё и теперь люди новые пiсни слагают…
 Однако вычислить неблагонадёжных и добиться их признания оказывается крайне трудно. Оноприй очень завидует товарищу, получающему награды за поимку «потрясателей».
Оноприй выходит на «многообожаемую Юлию Семёновну» и пишет донос. Начальство хвалит его за усердие, однако арестовать её невозможно, так как предполагаемое недовольство государством она выражает цитатами из Нового завета. Пытаясь найти неблагонадёжных, Оноприй начинает допрашивать своего кучера, но тот от него уходит. Затем у Оноприя крадут лошадей. Новым кучером через какое-то время становится Теренька Налётов из Орловской губернии. Вскоре в трактире появляется листовка с резкими высказываниями в отношении церкви, дворянства и полиции. Скоро Оноприй находит листовки в своей бричке. Одной ночью кучер завозит Оноприя в лес и бросает его там, а сам уезжает с лошадьми. Оноприй находит под своим сиденьем листовки; пытаясь от них избавиться, он падает в овраг. Шесть недель спустя он приходит в сознание в доме предводителя дворянства, где встречает и Юлию Семёновну; через какое-то время они отправляют его в сумасшедший дом.
В последние дни своей жизни Перегуд хочет изобрести средство для «печатания мыслей» по небу, чтобы люди «ужаснулись того, что они делают, и поняли бы то, что им надо делать», и при этом мысли было бы невозможно запретить. Он вырезает «огромные глаголицкие буквы», чтобы отражать их в небе. Когда он применяет буквы во время бури, на стене что-то отразилось, «но что это было, того никто не понял, а сам Перегуд упал и не поднимался».

## Критика
Первые отзывы появились в 1917 году: Д. Философов сравнил выход повести в предисловии к ней с «белоснежным пшеничным хлебом русской литературы», который получили голодные физически и духовно читатели; «загробный голос Лескова прозвучал со страниц „Нивы“ как призывный колокол»; А. Измайлов писал: «Заячий ремиз»— одно из самых больных мест старика Лескова. Написал он его любовно, с огромным захватом, с великолепною своею сочностью <…> Идилличность тона и — рядом — сколько выстраданной злобы Лескова на ложное знание, которое никому не нужно, на старый подлейший режим, когда готовы были упечь учительницу в каталажку за цитаты из Евангелия; на добровольных присяжных сыщиков, готовых продать мир за орденок, падающий на перси".
Лесков стремился сделать название «смирнее и непонятнее»: «Рукопись была готова, а я все не лажу с заглавием, которое мне кажется то резким, то как будто мало понятным. Однако пусть побудет то, которое я теперь поставил: то есть „Заячий ремиз“, то есть юродство, в которое садятся зайцы, им же бе камень прибежище».. А. Новикова-Строганова считает, что название помогают объяснить строки письма приёмному сыну Б. Бубнову: «приближают строки письма Лескова к его приёмному сыну Б. М. Бубнову <середина сентября 1891 г.>: „мнимый покой“. „Зайца обманчивый сон!..“ Именно всё это „заячий сон“, с одним закрытым глазом и хлопающими ушами от страха утратить всё, чем владеешь». По её мнению, здесь фольклорно-мифологический образ спящего с открытыми глазами зайца Лесков трактует как образ трусости и животного начала, который человек преодолевает, идя к Богу: «Сатирическая сторона произведения: когда герою только и остаётся, что „скрыться“ в своём частном сумасшествии от всеобщей невменяемости и безумия общественного устройства, — а также всё, что ведёт к расчеловечиванию, „оболваниванию“ Оноприя Перегуда, достаточно глубоко изучены. Важнее сосредоточить основное внимание на противоположно направленном изменении „натуры“ героя: на пути его возвращения от „оболванивания“ к „истинному человеку“, то есть божественному началу». По её мнению, таким же образом в христианский контекст Лесков ставит и образ жар-птицы, в котором её магическая фольклорная природа соединяется с Божественным, тем самым отвергая возможность «высидеть» её на болоте из «цаплиных яиц» при помощи гордыни.